# خارطوم بحری
خارطوم بحری یا خَرطوم بحری (به عربی: الخرطوم بحري) شهری در ایالت خارطوم کشور سودان است که جمعیت آن در سرشماری سال ۱۹۹۳ میلادی ۷۰۰٫۸۸۷ نفر بوده و در سال ۲۰۰۷ میلادی ۱٫۷۲۵٫۵۷۰ نفر تخمین زده شده است.